# Superliga Femenina de Voleibol 2009-10
Este anexo recoge las clasificaciones de la Superliga femenina en sus diferentes temporadas.

## Temporada 2009-2010. Clasificación final
| Nombre                        | Sede                       | Región               | Puesto | 2010-2011                   |
| ----------------------------- | -------------------------- | -------------------- | ------ | --------------------------- |
| Jamper Aguere                 | La Laguna (Tenerife)       | Canarias             | 1º     | Champions                   |
| Valeriano Alles Menorca Volei | Ciudadela                  | Baleares             | 2º     | Champions                   |
| Universidad de Burgos         | Burgos                     | Castilla y León      | 3º     | Copa CEV - renuncia         |
| C.A.V. Murcia 2005            | Murcia                     | Región de Murcia     | 4º     | Copa Challenge              |
| Haro Rioja Vóley              | Haro                       | La Rioja             | 5º     | Copa Challenge - renuncia   |
| Oxidoc Palma                  | Palma de Mallorca          | Islas Baleares       | 6º     | Copa Challenge - invitación |
| Playa de Las Canteras         | Las Palmas de Gran Canaria | Canarias             | 7º     |                             |
| Xacobeo 2010 Ribeira Sacra    | Monforte de Lemos (Lugo)   | Galicia              | 8º     |                             |
| Cala de Finestrat             | Finestrat (Alicante)       | Comunidad Valenciana | 9º     |                             |
| AirEuropa Tenerife Marichal   | Santa Cruz de Tenerife     | Canarias             | 10º    |                             |
| Ciudad Las Palmas G.C. Cantur | Las Palmas de Gran Canaria | Canarias             | 11º    | Superliga 2                 |
| Traysesa Santa Cruz           | Santa Cruz de Tenerife     | Canarias             | 12º    | Superliga 2 - permuta       |

### Play Off por el título
|  | Cuartos de final                                  | Cuartos de final                                  |                               |                       | Semifinales                                        | Semifinales                                        |  |               | Final                                            | Final                                            |  |
|  | 30 de marzo - 3 de abril - al mejor de 3 partidos | 30 de marzo - 3 de abril - al mejor de 3 partidos |                               |                       | 10 de abril - 21 de abril - al mejor de 5 partidos | 10 de abril - 21 de abril - al mejor de 5 partidos |  |               | 24 de abril - 2 de mayo - al mejor de 5 partidos | 24 de abril - 2 de mayo - al mejor de 5 partidos |  |
|  |                                                   |                                                   |                               |                       |                                                    |                                                    |  |               |                                                  |                                                  |  |
|  |                                                   |                                                   |                               |                       |                                                    |                                                    |  |               |                                                  |                                                  |  |
|  | Xacobeo 2010 Ribeira Sacra                        | 0                                                 |                               |                       |                                                    |                                                    |  |               |                                                  |                                                  |  |
|  | Xacobeo 2010 Ribeira Sacra                        | 0                                                 |                               |                       |                                                    |                                                    |  |               |                                                  |                                                  |  |
|  | Jamper Aguere                                     | 2                                                 |                               |                       |                                                    |                                                    |  |               |                                                  |                                                  |  |
|  | Jamper Aguere                                     | 2                                                 |                               | Jamper Aguere         | 3                                                  |                                                    |  |               |                                                  |                                                  |  |
|  |                                                   |                                                   |                               | Jamper Aguere         | 3                                                  |                                                    |  |               |                                                  |                                                  |  |
|  |                                                   |                                                   | C.A.V. Murcia 2005            | 1                     |                                                    |                                                    |  |               |                                                  |                                                  |  |
|  | Haro Rioja Vóley                                  | 0                                                 | C.A.V. Murcia 2005            | 1                     |                                                    |                                                    |  |               |                                                  |                                                  |  |
|  | Haro Rioja Vóley                                  | 0                                                 |                               |                       |                                                    |                                                    |  |               |                                                  |                                                  |  |
|  | C.A.V. Murcia 2005                                | 0                                                 |                               |                       |                                                    |                                                    |  |               |                                                  |                                                  |  |
|  | C.A.V. Murcia 2005                                | 0                                                 |                               |                       |                                                    |                                                    |  | Jamper Aguere | 3                                                |                                                  |  |
|  |                                                   |                                                   |                               |                       |                                                    |                                                    |  | Jamper Aguere | 3                                                |                                                  |  |
|  |                                                   |                                                   | Valeriano Alles Menorca Volei | 1                     |                                                    |                                                    |  |               |                                                  |                                                  |  |
|  | Valeriano Alles Menorca V.                        | 2                                                 | Valeriano Alles Menorca Volei | 1                     |                                                    |                                                    |  |               |                                                  |                                                  |  |
|  | Valeriano Alles Menorca V.                        | 2                                                 |                               |                       |                                                    |                                                    |  |               |                                                  |                                                  |  |
|  | Oxidoc Palma                                      | 0                                                 |                               |                       |                                                    |                                                    |  |               |                                                  |                                                  |  |
|  | Oxidoc Palma                                      | 0                                                 |                               | Universidad de Burgos | 2                                                  |                                                    |  |               |                                                  |                                                  |  |
|  |                                                   |                                                   |                               | Universidad de Burgos | 2                                                  |                                                    |  |               |                                                  |                                                  |  |
|  |                                                   |                                                   | Valeriano Alles Menorca V.    | 3                     |                                                    |                                                    |  |               |                                                  |                                                  |  |
|  | Universidad de Burgos                             | 2                                                 | Valeriano Alles Menorca V.    | 3                     |                                                    |                                                    |  |               |                                                  |                                                  |  |
|  | Universidad de Burgos                             | 2                                                 |                               |                       |                                                    |                                                    |  |               |                                                  |                                                  |  |
|  | Playa de Las Canteras                             | 0                                                 |                               |                       |                                                    |                                                    |  |               |                                                  |                                                  |  |
|  | Playa de Las Canteras                             | 0                                                 |                               |                       |                                                    |                                                    |  |               |                                                  |                                                  |  |
|  |                                                   |                                                   |                               |                       |                                                    |                                                    |  |               |                                                  |                                                  |  |

| Campeón de Superliga 2009-10 |
| ---------------------------- |
| Jamper Aguere                |

### Siete ideal de la temporada[1]
| Jugadora          | Origen      | Club                             |
| ----------------- | ----------- | -------------------------------- |
| Sabrina Seguí     | Argentina   | Jamper Aguere                    |
| Daniela da Silva  | Brasil      | Cala de Finestrat                |
| Vita Prychepa     | Ucrania     | Oxidoc Palma                     |
| Yasmina Hernández | España      | Jamper Aguere                    |
| Janine Sandell    | Reino Unido | Valeriano Alles Menorca Volei    |
| Roberta Pereira   | Brasil      | Jamper Aguere                    |
| Vanesa Palacios   | Perú        | Tubillete.com AirEuropa Tenerife |